# Ebalia tosaensis
Ebalia tosaensis is een krabbensoort uit de familie van de Leucosiidae. De wetenschappelijke naam van de soort is voor het eerst geldig gepubliceerd in 1963 door Sakai.